# Ernst von Schuch
Ernst Edler von Schuch (Graz, 23 novembre 1846 – Niederlößnitz, 10 maggio 1914) è stato un direttore d'orchestra austriaco.

## Biografia

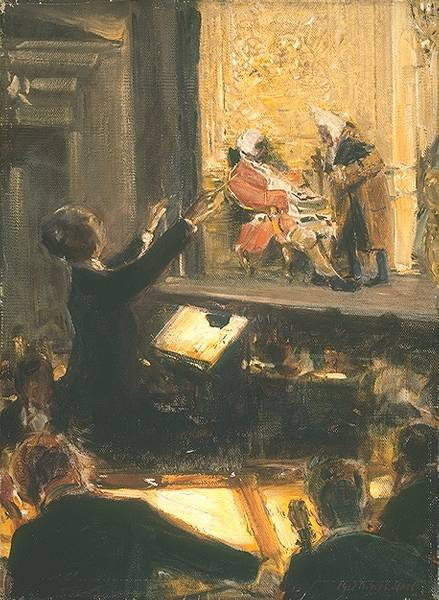
Ernst von Schuch alla conduzione di Der Rosenkavalier nel 1911, di Richard Strauss. Alte Nationalgalerie, Berlino

Iniziò a studiare legge ma poi decise di dedicarsi alla musica, studiò a Graz e poi a Vienna, per poco tempo ebbe come maestro Felix Otto Dessoff. 
Inizia a dirigere nel 1867 a Breslavia, nel 1868 a Würzburg dove visse e nel 1870 a Graz.
Fu poi direttore dell'Opera di Dresda, il Semperoper dove collaborò con Richard Strauss, Julius Rietz e Franz Wüllner.
Diresse Die Dickschädel di Antonín Dvořák il 24 ottobre 1882 a Dresda e nel 1883 all'Opera di Amburgo.
Dal 1884 è il direttore principale della Staatskapelle Dresden fino al 1914.
Nel 1901 a Dresda dirige i successi delle prime assolute di Manru di Ignacy Jan Paderewski e di Feuersnot di Strauss.
Il 9 dicembre 1905 sotto la sua direzione andò in scena a Dresda la prima assoluta di Salomè, fu un successo mondiale. 
Ancora Dresda nel 1906 dirige la prima assoluta di Moloch di Max von Schillings e nel 1909 di Elettra (Strauss) che dirige anche in Amburgo. 
Diresse anche altre opere importanti come la prima esecuzione de Il cavaliere della rosa (Der Rosenkavalier) nel 1911 a Dresda.
Sposatosi con la cantante soprano Clementine von Schuch-Proska (Klementine Procházka) (1850-1932), alla sua morte il corpo venne sepolto insieme con la moglie nel Friedhof Radebeul-West.